# Lijst van county's in Californië
De Amerikaanse staat Californië is opgedeeld in 58 county's.
De Californische county's variëren in omvang van 122 km² voor San Francisco tot 51,960 km² voor San Bernardino County. Alpine County heeft een bevolking van slechts 1.175, terwijl Los Angeles County bevolkt wordt door bijna 10 miljoen mensen.
County's zijn verantwoordelijk voor gerechtshoven op het lokale niveau, de organisatie van verkiezingen, het ophalen van vermogensbelastingen en het archiveren van documenten zoals aktes. Via de sheriff staat een county ook in voor de politietaken in gebieden die niet onder geïncorporeerde steden vallen. In Amerika is een county de standaardeenheid voor lokaal bestuur: al het land in een staat behoort sowieso tot een county. Inwoners van een groot genoeg stuk land kunnen dat incorporeren in een stad, waarbij het stadsbestuur een deel van de belastingopbrengsten van de county ontvangt en zelf ook belastingen kan heffen. Een stad kan ervoor kiezen om nagenoeg alle taken van de county over te nemen op haar grondgebied, maar kan evengoed slechts een paar diensten aanbieden en de county betalen om in de andere te voorzien. Een stad die dat doet, wordt een contract city genoemd. Lakewood was de eerste stad in de VS die dat deed. Andere plaatsen in Californië kozen ervoor om zich nagenoeg volledig te onttrekken aan het countybestuur. Door de verschillende mogelijkheden qua bestuur en belasting, kunnen de diensten die steden en county's aanbieden sterk van elkaar verschillen.
Er is één eengemaakte stad-county (consolidated city-county) in Californië, San Francisco, officieel the City and County of San Francisco. In die stad staat het board of supervisors van de stad in voor zowel de taken van de stad als die van de county.

## Lijst
| County                 | Hoofdplaats     | Stichtingsjaar | Inwoners (2010) | Oppervlakte | Kaart |
| ---------------------- | --------------- | -------------- | --------------- | ----------- | ----- |
| Alameda County         | Oakland         | 1853           | 1.510.271       | 1.911 km²   |       |
| Alpine County          | Markleeville    | 1864           | 1.175           | 1.914 km²   |       |
| Amador County          | Jackson         | 1854           | 38.091          | 1.536 km²   |       |
| Butte County           | Oroville        | 1850           | 220.000         | 4.248 km²   |       |
| Calaveras County       | San Andreas     | 1850           | 45.578          | 2.642 km²   |       |
| Colusa County          | Colusa          | 1850           | 21.419          | 2.981 km²   |       |
| Contra Costa County    | Martinez        | 1850           | 1.049.025       | 1.865 km²   |       |
| Del Norte County       | Crescent City   | 1857           | 28.610          | 2.611 km²   |       |
| El Dorado County       | Placerville     | 1850           | 181.058         | 4.434 km²   |       |
| Fresno County          | Fresno          | 1856           | 930.450         | 15.444 km²  |       |
| Glenn County           | Willows         | 1891           | 28.122          | 3.406 km²   |       |
| Humboldt County        | Eureka          | 1853           | 134.623         | 9.254 km²   |       |
| Imperial County        | El Centro       | 1907           | 174.528         | 10.813 km²  |       |
| Inyo County            | Independence    | 1866           | 18.546          | 26.397 km²  |       |
| Kern County            | Bakersfield     | 1866           | 839.631         | 21.088 km²  |       |
| Kings County           | Hanford         | 1893           | 152.982         | 3.600 km²   |       |
| Lake County            | Lakeport        | 1861           | 64.665          | 3.258 km²   |       |
| Lassen County          | Susanville      | 1864           | 34.895          | 11.805 km²  |       |
| Los Angeles County     | Los Angeles     | 1850           | 9.818.605       | 10.515 km²  |       |
| Madera County          | Madera          | 1893           | 150.865         | 5.537 km²   |       |
| Marin County           | San Rafael      | 1850           | 252.409         | 1.347 km²   |       |
| Mariposa County        | Mariposa        | 1850           | 18.251          | 3.758 km²   |       |
| Mendocino County       | Ukiah           | 1850           | 87.841          | 9.088 km²   |       |
| Merced County          | Merced          | 1855           | 255.793         | 9.088 km²   |       |
| Modoc County           | Alturas         | 1874           | 9.686           | 10.215 km²  |       |
| Mono County            | Bridgeport      | 1861           | 14.202          | 7.884 km²   |       |
| Monterey County        | Salinas         | 1850           | 415.057         | 8.604 km²   |       |
| Napa County            | Napa            | 1850           | 136.484         | 1.953 km²   |       |
| Nevada County          | Nevada City     | 1851           | 98.764          | 2.481 km²   |       |
| Orange County          | Santa Ana       | 1889           | 3.010.232       | 2.046 km²   |       |
| Placer County          | Auburn          | 1851           | 348.432         | 3.893 km²   |       |
| Plumas County          | Quincy          | 1854           | 20.007          | 6.615 km²   |       |
| Riverside County       | Riverside       | 1893           | 2.189.641       | 18.669 km²  |       |
| Sacramento County      | Sacramento      | 1850           | 1.418.788       | 2.502 km²   |       |
| San Benito County      | Hollister       | 1874           | 55.269          | 3.597 km²   |       |
| San Bernardino County  | San Bernardino  | 1853           | 2.035.210       | 51.960 km²  |       |
| San Diego County       | San Diego       | 1850           | 3.095.313       | 10.888 km²  |       |
| San Francisco County   | San Francisco   | 1850           | 805.235         | 122 km²     |       |
| San Joaquin County     | Stockton        | 1850           | 685.306         | 3.623 km²   |       |
| San Luis Obispo County | San Luis Obispo | 1850           | 269.637         | 8.557 km²   |       |
| San Mateo County       | Redwood City    | 1856           | 718.451         | 1.163 km²   |       |
| Santa Barbara County   | Santa Barbara   | 1850           | 423.895         | 7.091 km²   |       |
| Santa Clara County     | San Jose        | 1850           | 1.781.642       | 3.344 km²   |       |
| Santa Cruz County      | Santa Cruz      | 1850           | 262.382         | 1.155 km²   |       |
| Shasta County          | Redding         | 1850           | 177.223         | 9.806 km²   |       |
| Sierra County          | Downieville     | 1852           | 3.240           | 2.468 km²   |       |
| Siskiyou County        | Yreka           | 1852           | 44.900          | 16.283 km²  |       |
| Solano County          | Fairfield       | 1850           | 413.344         | 2.145 km²   |       |
| Sonoma County          | Santa Rosa      | 1850           | 483.878         | 4.082 km²   |       |
| Stanislaus County      | Modesto         | 1854           | 514.453         | 3.872 km²   |       |
| Sutter County          | Yuba City       | 1850           | 94.737          | 1.562 km²   |       |
| Tehama County          | Red Bluff       | 1856           | 63.463          | 7.643 km²   |       |
| Trinity County         | Weaverville     | 1850           | 13.786          | 8.234 km²   |       |
| Tulare County          | Visalia         | 1852           | 442.179         | 12.494 km²  |       |
| Tuolumne County        | Sonora          | 1850           | 55.365          | 5.791 km²   |       |
| Ventura County         | Ventura         | 1872           | 823.318         | 4.781 km²   |       |
| Yolo County            | Woodland        | 1850           | 200.849         | 2.621 km²   |       |
| Yuba County            | Marysville      | 1850           | 72.155          | 1.632 km²   |       |

Alabama · Alaska · Arizona · Arkansas · Californië · Colorado · Connecticut · Delaware · Florida · Georgia · Hawaï · Idaho · Illinois · Indiana · Iowa · Kansas · Kentucky · Louisiana · Maine · Maryland · Massachusetts · Michigan · Minnesota · Mississippi · Missouri · Montana · Nebraska · Nevada · New Hampshire · New Jersey · New Mexico · New York · North Carolina · North Dakota · Ohio · Oklahoma · Oregon · Pennsylvania · Rhode Island · South Carolina · South Dakota · Tennessee · Texas · Utah · Vermont · Virginia · Washington · West Virginia · Wisconsin · Wyoming